# Kamil Gutkowski

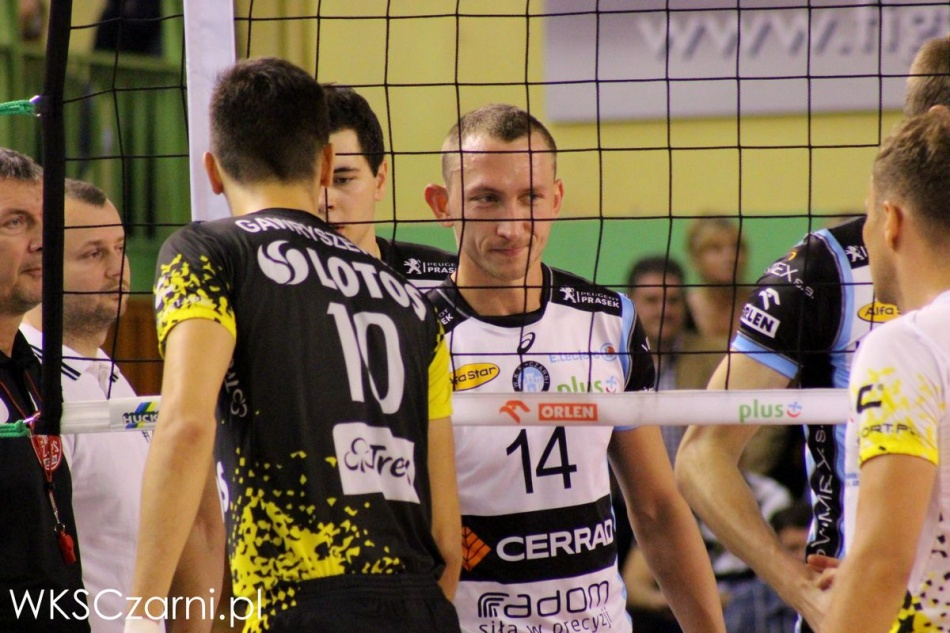
Kamil Gutkowski zawodnikiem Cerradu Czarnych Radom w sezonie 2014/2015

Kamil Gutkowski (ur. 15 października 1986 w Radomiu) – polski siatkarz, grający na pozycji przyjmującego.
Wychowanek Czarnych Radom. Po likwidacji WKS-u grał w drużynach młodzieżowych Jadaru, a następnie w jego II-ligowej drużynie rezerw. W trakcie sezonu 2007/2008 razem z zawodnikami drugiego zespołu został graczem Radomskiego Centrum Siatkarskiego (RCS przejął zespół II ligi i grupy młodzieżowe KS Jadar, rozpoczynając kontynuację historii klubu z 1921). Z drużyną, której również był kapitanem, zmagania ligowe zakończył na 5. miejscu. Potem przez rok grał w Politechnice Krakowskiej. W czerwcu 2009 podpisał kontrakt z klubem zaplecza PlusLigi, BBTS-em Bielsko-Biała. Po 3 latach spędzonych w I-ligowym zespole ze Śląska został ponownie zawodnikiem Czarnych Radom. W 2012 z radomianami awansował do I ligi, a rok później – do PlusLigi.
W najwyższej klasie ligowej zadebiutował w 1. kolejce sezonu 2013/14, w przegranym meczu 0:3 z wicemistrzowską drużyną ZAKSA Kędzierzyn-Koźle. W czerwcu 2016 przeszedł do klubu Warta Zawiercie. Od sezonu 2017/2018 do sezonu 2019/2020 występował w drużynie KS Lechia Tomaszów Mazowiecki.
Jego ostatnim klubem była BKS Visła Bydgoszcz, w której grał od sezonu 2020/21. Czterokrotnie z rzędu zajął z tą drużyną trzecie miejsce w I lidze. Po ukończonym sezonie 2023/2024 podjął decyzję o zakończeniu kariery siatkarskiej.

## Sukcesy klubowe
Mistrzostwo I ligi:
- 2013, 2017
- 2018
- 2021, 2022[7], 2023[8], 2024[9]